# Nachthymnen (From the Twilight Kingdom)
Nachthymnen (From the Twilight Kingdom) ist das zweite Album der österreichischen Black-Metal-Band Abigor.

## Entstehung
Das Material für das Album war beinahe fertiggestellt, als die EP Orkblut – The Retaliation eingespielt wurde. Die Musik wurde von P.K. und T.T. geschrieben, den Text zu The Dark Kiss schrieb der wegen des Mordes an Sandro Beyer inhaftierte Absurd-Schlagzeuger Hendrik „JFN“ Möbus. Nachthymnen (From the Twilight Kingdom) wurde am 22., 23. und 27. Mai sowie dem 13. Juni 1995 im Tonstudio Hörnix aufgenommen und abgemischt. Die Band wurde dabei von der Gastsängerin Elisabeth Toriser unterstützt; ihre Mitwirkung war eine Idee von T.T., P.K. erklärte jedoch, sie werde nicht wieder für Abigor singen.

## Titelliste
1. Unleashed Axe-Age – 6:23 (Text: P.K.)
2. Scars in the Landscape of God – 6:14 (Text: P.K.)
3. Reborn Through the Gates of Three Moons – 6:04 (Text: P.K.)
4. Dornen – 4:37 (Text: T.T.)
5. As Astral Images Darken Reality – 3:56 (Text: T.T.)
6. The Dark Kiss – 5:45 (Text: JFN)
7. I Face the Eternal Winter – 4:35 (Text: P.K.)
8. Revealed Secrets of the Whispering Moon – 5:21 (Text: T.T.)
9. A Frozen Soul in a Wintershadow – 6:03 (Text: P.K.)

## Musikstil
Nachthymnen (From the Twilight Kingdom) setzt die auf der EP Orkblut – The Retaliation nachvollziehbare Entwicklung vom rohen Klang des Debütalbums Verwüstung / Invoke the Dark Age zu einem schnelleren und melodischeren Stil fort. Das meist schnelle Gitarrenspiel setzt sich aus einer hochgestimmten Lead- und einer etwas tiefer gestimmten Rhythmusgitarre zusammen. Auf diesem Album kommt außerdem der Gesang der Gastmusikerin Elisabeth Toriser zum Einsatz; während er von Turov vom Vönger Musikmagazin als „engelsgleiche Frauenstimme“ bezeichnet wird, richten „deren kristallene Töne“ dem Hörer laut Steve Hoeltzel vom Chronicles of Chaos die Nackenhaare auf. Die Produktion ist professioneller und weniger chaotisch, aber immer typisch für die Band und verhältnismäßig roh. Für die Passagen, die an mittelalterliche und klassische Musik erinnern, wurden keine Samples verwendet, sondern Kompositionen der Band selbst, wie P.K. betont. Die Band schreibt im Beiheft, ihre Musik sei eine Waffe und solle alle heimsuchen, die versuchen, darin etwas Schönes zu finden, und dass der dunkle Geist Euronymous’ die schwarzen Wege bewache.

## Texte
Die Texte sind in englischer und teilweise in deutscher Sprache geschrieben, wobei die Wahl der jeweiligen Sprache stimmungs- wie auch experimentell bedingt ist; die Texte, die von P.K. geschrieben wurden, entstanden in seinem Geist zuerst auf Deutsch. Wie P.K. gegenüber dem Voices from the Darkside erklärte, handeln die ersten Lieder des Albums von nordischer Mythologie, inspiriert von Büchern über nordische Mythen und dem darin auffindbaren verlorenen Gleichgewicht zwischen guten und bösen Kräften. Da die Texte zu Dornen, As Astral Images Darken Reality und Revealed Secrets of the Whispering Moon von T.T. geschrieben wurden, könne P.K. sich nicht zu den intendierten Botschaften äußern.
Unleashed Axe-Age handelt von Ragnarök. Mit der Aussage „This vision should not be seen as a part of the upcoming Viking trend“ distanziert die Band sich jedoch vom aufkommenden Viking Metal, sodass die mit Ragnarök zusammenhängenden Geschehnisse wie die Freilassung Fenrirs, das Ende Midgards, die Abfahrt Naglfars und Surtrs reinigender Weltenbrand für Abigor „nichts als interessantes thematisches Material“ in einem satanistischen Kontext sind.
Scars in the Landscape of God ist von antichristlichen Gefühlen und dem Krieg gegen Gott inspiriert. Man solle seine Augen öffnen, an sich selbst und die Stimme in sich glauben; nur, wenn die Seele von den durch das Kreuz gesetzten Grenzen befreit sei, könne der Geist seine Stärke zeigen und der Mensch Harmonie fühlen und die christliche Pestilenz bekämpfen.
Reborn Through the Gates of Three Moons handelt vom endlosen Kreislauf des Lebens und davon, dass man seinem Schicksal nicht entfliehen kann, wie es die Sprechinstanz versucht hat.
Dornen handelt von der Sehnsucht des Sprechers nach einem schmerzlosen Tod, um einem wertlosen Leben zu entschwinden, „in die letzte und ewige Dunkelheit“.
As Astral Images Darken Reality handelt von einer Astralreise, bei der der Sprecher die Welt hinter sich lässt, um in der neunten Dimension Frieden zu finden.
Der von JFN geschriebene Text zu The Dark Kiss handelt von Vampirismus und Unsterblichkeit.
I Face the Eternal Winter ist ein Lied über eine Kreatur der ewigen Nacht, einen Dämon mit sterblicher Seele, der einsam durch frostige Sphären reist. Zu diesem Text wurde P.K. von einem Traum über gefrorene Landschaften inspiriert.
In Revealed Secrets of the Whispering Moon bringt er Sprecher im Namen Satans die Saat des Bösen auf die Erde.
A Frozen Soul in a Wintershadow handelt von P.K.s Sehnsucht nach der Vergangenheit, der Nacht und dem Tod, mit der Ankündigung, bald in den Schlaf des Todes überzugehen und nicht mehr zurückzukehren: P.K. zufolge ist das Leben nur durch den Tod wert, gelebt zu werden.

## Kritiken
Frank Stöver vom Voices from the Darkside bezeichnete Nachthymnen (From the Twilight Kingdom) als aufgrund seiner bombastischen, beinahe orchestral klingenden Passagen beinahe mit Emperors In the Nightside Eclipse vergleichbar. Die gute Produktion passe zur Musik und zeige, dass Black Metal nicht zwingend einen Garagenklang benötige, um die richtige Atmosphäre zu vermitteln. Nachthymnen sei definitiv eine der stärksten Veröffentlichungen des Genres seit langer Zeit und werde durch exzellente Gestaltung komplettiert. Kai Wendel vom Rock-Hard-Magazin attestierte der Band eine bedeutende Qualitätssteigerung; die Keyboards klängen „nicht mehr billig“, der Klang sei „echt okay, und ein paar Gothic-Einsprengsel liefern den Kontrast zum herben Geprügel. Eine empfehlenswerte Scheibe, mit der das Trio den Jungs aus dem hohen Norden das Wasser reichen kann“. 2009 nahm das Magazin das Album in seine Liste der „250 Black-Metal-Alben, die man kennen sollte“ auf. Turov vom Vönger Musikmagazin bezeichnete das Album als eines der besten der Band; die Gitarrenmelodik sei einzigartig und bei keinem der nachfolgenden Werke wieder erreicht worden, das Schlagzeugspiel gehöre „zur absoluten Oberklasse […]. Teils ultaschnell, wüst und derb; dann wieder ruhig und gediegen oder mit vielen Verziehrungen wie z. B. Breaks. Sehr geil, wirklich ausgesprochen geil ist dieses brachiale Geholze in den Blastbeat-Parts. Das rockt wie Sau“.
Auch Steve Hoeltzel von Chronicles of Chaos verglich den Klang mit dem von In the Nightside Eclipse, wobei die Produktion bei Abigor viel klarer sei; die Lieder seien jedoch oftmals enttäuschend; von den schätzungsweise hundert unterschiedlichen Riffs seien nur wenige wirklich einnehmend. Dennoch möge er Revealed Secrets of the Whispering Moon und A Frozen Soul in a Wintershadow definitiv. Die Band könne für Anhänger musikalischerer Bands wie Emperor oder Enslaved empfehlenswert sein, er empfehle jedoch, sich zuerst Orkblut – The Retaliation anzuhören. John Chedsey von Satan Stole My Teddybear hingegen bezeichnet Abigor als eine Black-Metal-Band, die man entweder liebe oder hasse, und mit deren Musik er sich nicht anfreunden könne; ihn schrecke die Tonhöhe beim Hören ab, er könne das Talent der Musiker jedoch erkennen. ihr Stil sei jedoch einzigartig und Nachthymnen (From the Twilight Kingdom) eine ihrer empfehlenswertesten Veröffentlichungen.